# Piraúba
Piraúba is een gemeente in de Braziliaanse deelstaat Minas Gerais. De gemeente telt 10.931 inwoners (schatting 2009).

## Aangrenzende gemeenten
De gemeente grenst aan Astolfo Dutra, Guarani, Rio Pomba, Tocantins en Ubá.